# Singulární ordinál
Singulární ordinál (resp. singulární kardinál) je matematický pojem z oblasti teorie množin (ordinální aritmetiky).

## Definice
Limitní ordinál {\displaystyle \gamma } je singulární, je-li ostře větší než jeho kofinalita (ekvivalentně – není-li regulární). Je-li {\displaystyle \gamma } zároveň kardinální číslo, nazývá se singulární kardinál.

## Příklad
Kardinální číslo {\displaystyle \aleph _{\omega }} je singulární, neboť pro jeho kofinál platí {\displaystyle cf(\aleph _{\omega })=\ \aleph _{0}<\aleph _{\omega }}.

(Stačí si uvědomit, že {\displaystyle \{\aleph _{0},\aleph _{1},\aleph _{2},\ldots \}=\{\aleph _{\alpha }:\alpha <\omega \}} je kofinální podmnožina množiny {\displaystyle \aleph _{\omega }}.)

## Vlastnosti
Moti Gitik roku 1979 ukázal, že tvrzení „Každý nespočetný kardinál je singulární“ je bezesporné s axiomy Zermelo-Fraenkelovy teorie množin.